# Municipio de Wyman
El municipio de Wyman (en inglés: Wyman Township) es un municipio ubicado en el condado de Washington en el estado estadounidense de Arkansas. En el año 2010 tenía una población de 801 habitantes y una densidad poblacional de 28,01 personas por km².

## Geografía
El municipio de Wyman se encuentra ubicado en las coordenadas 36°4′31″N 94°3′20″O / 36.07528, -94.05556. Según la Oficina del Censo de los Estados Unidos, el municipio tiene una superficie total de 28.59 km², de la cual 28.01 km² corresponden a tierra firme y (2.06%) 0.59 km² es agua.

## Demografía
Según el censo de 2010, había 801 personas residiendo en el municipio de Wyman. La densidad de población era de 28,01 hab./km². De los 801 habitantes, el municipio de Wyman estaba compuesto por el 95.26% blancos, el 0.62% eran afroamericanos, el 0.75% eran amerindios, el 0.75% eran asiáticos, el 0.12% eran isleños del Pacífico, el 0.87% eran de otras razas y el 1.62% pertenecían a dos o más razas. Del total de la población el 2.37% eran hispanos o latinos de cualquier raza.